# Piergiuseppe Vacchelli
Mons. Piergiuseppe Vacchelli (* 4. února 1937, Longardore di Sospiro) je italský římskokatolický kněz, arcibiskup a emeritní adjunkt sekretář Kongregace pro evangelizaci národů.

## Život
Narodil se 4. února 1937 v Longardore di Sospiro. Po základní a střední škole navštěvoval menší a poté větší seminář diecéze Cremona, do které byl také inkardinován. Na kněze byl vysvěcen 27. května 1961 biskupem Daniem Bologninim.
Po vysvěcení vykonával kněžkou službu ve farnosti Svatého Jana od Kříže. Roku 1963 byl poslá do Říma studovat na Papežskou Gregoriánskou univerzitu kanonické právo, kde získal licentiát a roku 1967 byl poslán do své diecéze. Tohoto roku byl jmenován do psatorační služby ve farnosti Svatého Petra v Cremoně. Roku 1973 byl jmenován sekretářem biskupa a roku 1975 také kancléřem. Roku 1986 byl jmenován pro-generálním vikářem diecéze. V letech 1990 až 1993 působil jako generální sekretář diecézního synodu. Poté působil jako farář a kanovník Cremonské katedrály.
V průběhu let vyučoval v diecézním semináři kanonické právo a náboženství. Od října 1996 zastával funkci podsekretáře Italské biskupské konference a předsedy výboru pro charitativní práce pro rozvojové země.
Dne 24. května 2008 byl papežem Benediktem XVI. ustanoven adjunkt sekretářem Kongregace pro evangelizaci národů a titulárním arcibiskupem z Minturna. Biskupské svěcení přijal 3. července 2008 z rukou kardinála Tarcisia Bertoneho a spolusvětiteli byli kardinál Ivan Dias a kardinál Jean-Louis Tauran.
Dne 26. června 2012 papež přijal jeho rezignaci na post adjunkt sekretáře z důvodu dosažení kanonického věku 75 let.
Hovoří francouzsky, španělsky a anglicky.